# تختخواب سحرآمیز
تختخواب سحرآمیز یک فیلم موزیکال آمریکایی و محصول سال ١٩٧١ میلادی است.این فیلم توسط شرکت والت دیزنی پیکچرز تولید شده‌است.

## داستان فیلم
داستان فیلم دربارۀ یک خانم شاگرد جادوگر است که خیلی دوست دارد به یک جادوگر واقعی تبدیل شود. فیلم در زمان جنگ جهانی دوم اتفاق می‌افتد. زمانی که سربازان آلمانی به سواحل انگلستان هجوم می‌برند. در آن هنگام، سه کودک برای اقامت نزد این زن جادوگر رفته و در پی آن که فهمیدند او یک جادوگر است، به او علاقه‌مند شدند. همچنین این زن جادوگر که با کمک یک مرد و کتاب‌هایش، به صورت مکاتبه‌ای جادوگری را می‌آموزد، طی اتفاقاتی متوجه می‌شود که سرش کلاه رفته است. اما او عقب نمی‌نشیند و به دنبال راز جا‌به‌جا کردن وسایل است تا بتواند سپاهی از اشیا در برابر آلمان‌ها و هجوم آنها بیاراید و …

## نمایش در ایران
عوامل دوبله این فیلم در ایران 
دوبله اول:
- راوی - فتح‌آلله منوچهری
- رادیو - محمد بهره‌مندی

- سیمین سرکوب - آنجلا لانزبوری - خانم پرایس
- فتح‌آلله منوچهری - دیوید تامیلسون - پروفسور امیلیوس براون
- عباس سلطانی - رودی مک دووال - آقای جلک
- حسین رحمانی - سم جافه - کتاب فروش
- خسرو خسروشاهی - جان اریکسون - سرهنگ هلر
- نصرالله مدقالچی - آرتور گولد پورتر / بورس فورسایس - کاپیتان گری یر / سوئینبورن
- ناهید امیریان - سیندی اوکالاگان - کاری
- نوشابه امیری - روی اسنارت - پل
- مینو غزنوی - ران وی هیل - چارلی
- عباس سلطانی - رجینالد اوون - ژنرال تیگلر
- محمدباقر توکلی - باب هولت - ماهی
- مهدی آژیر - لنی وینریب - دارکوب
- نصرت‌الله حمیدی - دال مک کنون - خرس
- نصرالله مدقالچی - لنی وینریب - شیر
- جواد پزشکیان - سیریل دلاونتی - کشاورز پا به سن گذاشته
- ولی‌الله مومنی - ریک تراگر - گروهبان آلمانی
- عباس نباتی - یکی از ماهی های دریا
- سیامک اطلسی - کتاب فروش
- فاطمه فرخنده مال (فرخنده) -زن موزه